# Szalézi Szent Ferenc
Szalézi Ferenc (latinul: Franciscus Salesius), Szalézi Ferenc-Bonaventura (franciául: François de Sales de Boisy), katolikus nevén Szalézi Szent Ferenc (Sales kastélya, Thorens-Glières mellett (Haute-Savoie), 1567. augusztus 21. – Lyon, 1622. december 28.) francia püspök, teológus, lelkiségi író és egyházszervező, kiemelkedő szónok, több pápa személyes tanácsadója. Arisztokrata családban született, de lemondott nemesi rangjáról, és életét Isten szolgálatának szentelte. A római katolikus egyház egyik legjelentősebb teológusának tartják. Megalapította a vizitációs nővérek rendjét. Számos művét nyomtatott formában terjesztette, ezért az újságírók és írók védőszentjének tartják. 1877-ben IX. Piusz pápa emelte az egyháztanítók sorába.

## Élete

Ferenc püspöki címere

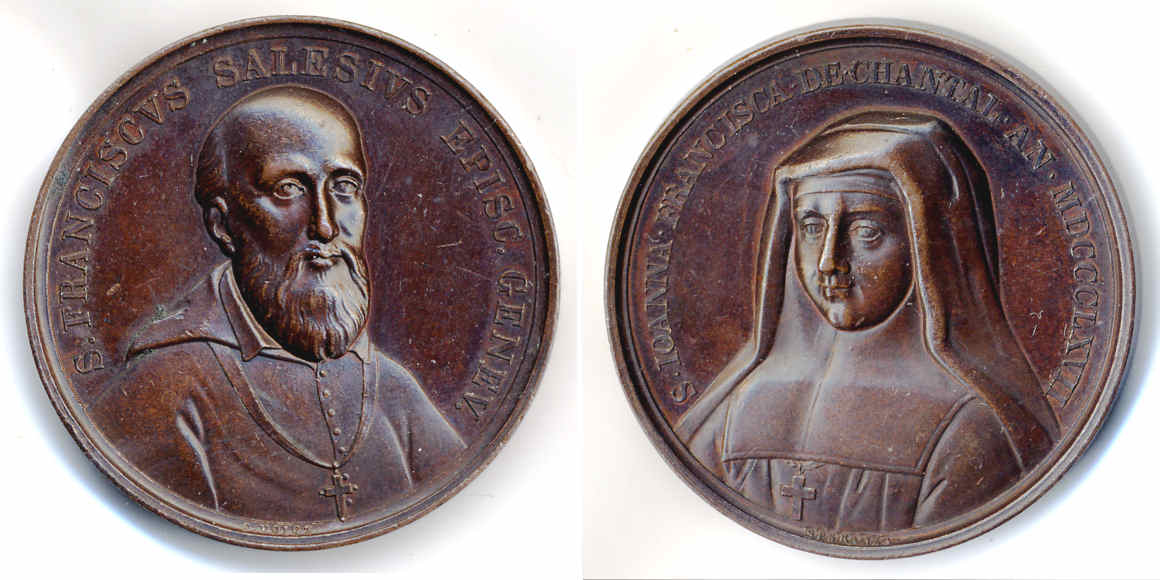
Szalézi Szent Ferenc és Chantal Szent Johanna Franciska emlékérem, 1867

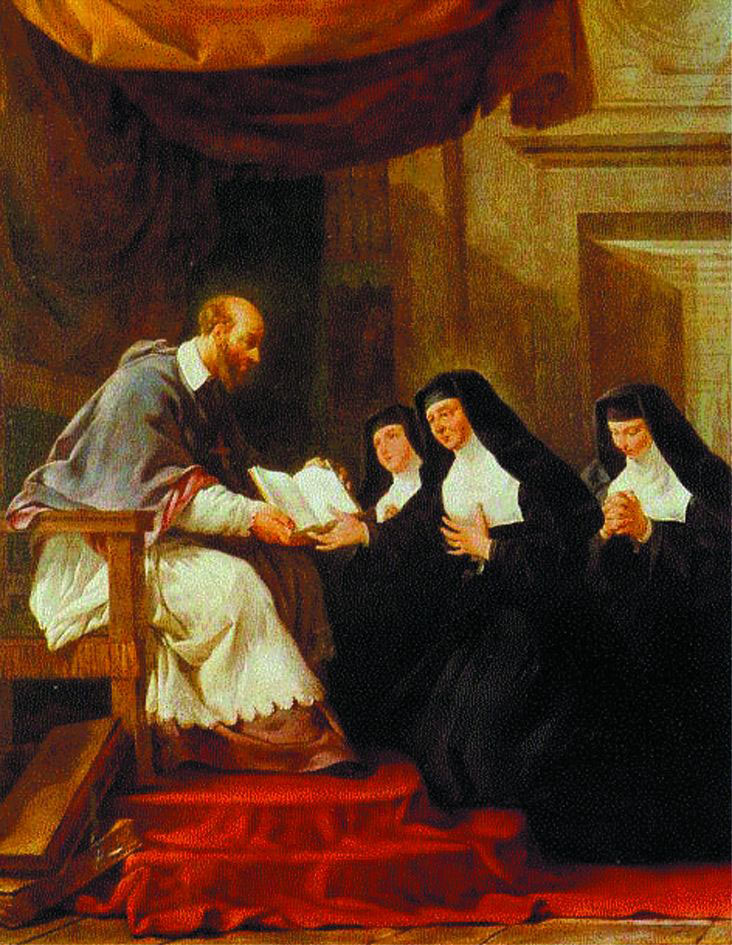
Ferenc püspök átnyújtja a vizitációs rend alapszabályát (1610)

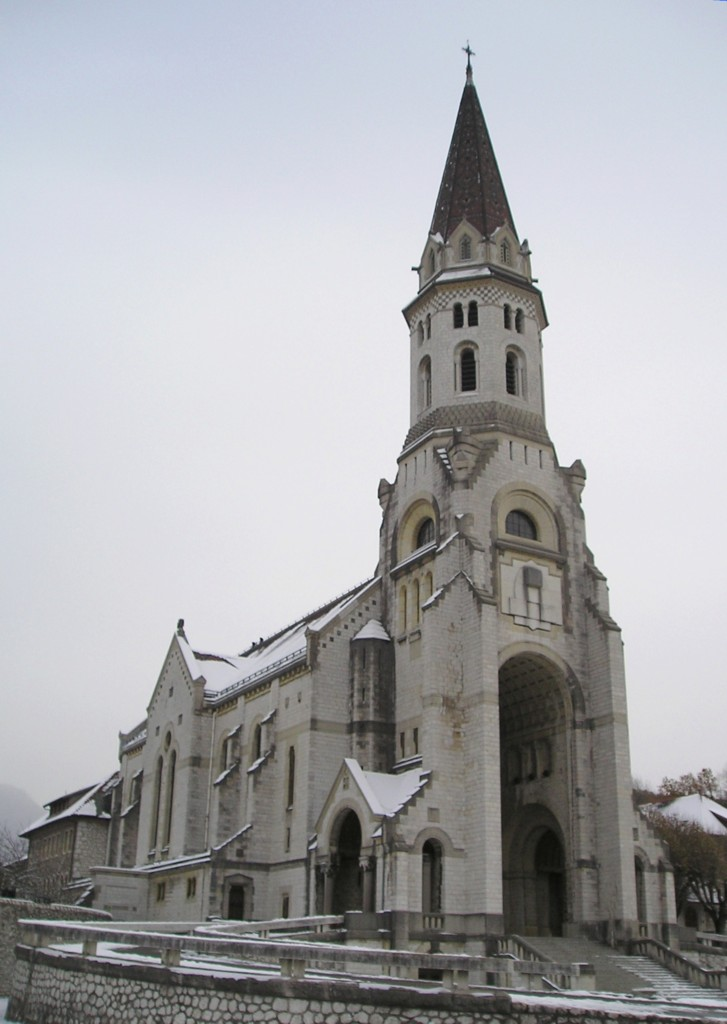
A vizitációs rend bazilikája Annecyben, Szalézi Szent Ferenc ereklyéivel

Édesapja katonatisztként szolgált I. Ferenc seregében. Édesanyja vallásosan, míg édesapja keményen nevelte. Hatéves koráig szülei nevelték, oktatták, majd kollégiumba került Annecyben, ahol megtanult franciául. Tízévesen lett elsőáldozó, és röviddel utána megbérmálkozott. Tizenegy éves korában jelentette ki először, hogy pap szeretne lenni. Szülei azonban túl korainak tartották döntését. Édesapja jogi pályára szánta, Párizsba küldte a jezsuita Clermont-kollégiumba. Szónoklattant, latint, ógörögöt, hébert, filozófiát és teológiát tanult. Megszerette az országot, annak ellenére hogy hazája, a Savoyai Hercegség gyakran állt konfliktusban Franciaországgal. Rendkívül vonzotta őt a teológia, különösen a predesztináció és a kegyelem.
1588-ban visszatért Savoyába, majd ősztől Padovában kezdte el jogi tanulmányait, édesapja kívánságára. Ott működött akkoriban Európa egyik leghíresebb egyeteme. Antoine Possevin jezsuita szerzetes lett a tanácsadója és szellemi irányítója. Az ő ajánlására kezdte el olvasni Loyolai Szent Ignác Lelkigyakorlatos könyvét. Tanulmányozta Hippói Szent Ágoston, Szent Jeromos, Aranyszájú Szent János és Aquinói Szent Tamás írásait. A világi életet visszautasítva, szigorú aszkéta életet kezdett élni, de súlyosan megbetegedett. Azt hitte, hogy hamarosan meghal, és felajánlotta testét tudományos célokra, de meggyógyult. 1592-ben megkapta jogi diplomáját, és visszatért családjához. Édesapja földeket vásárolt neki, és menyasszonyt is választott számára. Az ő kívánságára jelentkezett ügyvédnek Chambéry bíróságán. I. Károly Emánuel savoyai herceg fiatal kora ellenére szenátorrá nevezte ki, de Ferenc nem fogadta el a tisztséget.
1593. május 9-én közölte édesapjával, hogy pap szeretne lenni. 1593 júniusában diakónussá, december 18-án pedig pappá szentelték, és Annecyben Genf prépostja lett, mert a kálvinizmus térhódítása után a genfi püspökség székhelye odakerült. Ferenc híressé vált prédikációt mondott: „A szeretet erényével kell lerombolni Genf falait, a szeretet erényével kell visszafoglalni a várost… nem vassal és puskaporral, amelynek szaga és íze a pokol tüzére emlékeztet…”. Egyházi tevékenységét misézéssel és prédikációkkal kezdte, és visszautasított minden adományt. Savoya Chablais tartománya kitartott a kálvinista vallás mellett. A herceg vissza akarta téríteni az uralma alá tartozó területeket a katolikus vallásra, Chablais azonban ellenállt. A kálvinisták sorra elűzték a katolikus papokat, s ekkor Ferenc önként jelentkezett missziós munkára. 1594. szeptember 9-én indult unokatestvérével Chablais-ba. Magával vitte a Bibliát és Bellarmin Szent Róbert Kontroverzióit. Allinges várába szállásolták be magukat. Thonon-les-Bains kálvinista város egyetlen katolikus templomában prédikált, de óvatosságból minden este visszatért a várba. A szigorú tél rendkívül megnehezítette a bejárást. A kálvinistáknak rendelettel tiltották meg, hogy hallgassák prédikációit. Megrágalmazták, életveszélyesen megfenyegették, de Ferenc határozottan visszautasította a katonai kíséretet. Mivel üres templomban prédikált, beszédeit kinyomtatta, és szétosztotta az emberek között. A kommunikációnak ez a formája teljesen ismeretlen volt azokban az időkben. Azután végleg beköltözött a városba, ahol egy idős asszonynál talált szállást. Csupán egy ügyvédet és néhány embert sikerült megtérítenie. Egy év után azt írta a hercegnek, hogy a prédikációk nagyon kevés eredménnyel jártak. 1596-ban nyilvánosan is prédikálni kezdett. Antoine de Saint-Michel, Avully földesura 1596. február 19-én visszatért a katolikus hitre. Az áttérés hírére vitára hívta Ferencet Antoine de la Faye, a Genfi Egyetem filozófiaprofesszora. Ferenc Antoine de Saint-Michellel indult Genfbe. A savoyai hercegtől kért támogatást, hogy nyilvánosan is misézhessen. Karácsonykor három misét mondott. 1597 januárjában megérkezett a herceg engedélye, és Thonon-les-Bains-ben újra misézhetett. Titokban találkozott Théodore de Bèze-zel, Kálvin utódjával, akit a reformáció pátriárkájának neveztek. Teológiai kérdésekről tárgyaltak, nevezetesen a tevékenység fontosságáról a keresztény életben. VIII. Kelemen pápa is támogatta Ferenc munkáját, négy papot rendelt mellé. 1597–98-ban Chablais lakosainak nagy része visszatért a katolikus hitre. Thonon-les-Bains-be látogatott Alessandro Ottaviano de’Medici pápai legátus, a későbbi XI. Leó pápa és Károly Emánuel, Savoya hercege. A város Szent Ágoston-templomában rendezett nagyszabású liturgikus ünnepségek után 2300-an tértek vissza a katolikus vallásra.
Genf püspöke Ferencet akarta segédpüspökévé tenni, ezért 1598. november 12-én elküldte őt Rómába, hogy megszerezze a pápa hozzájárulását. VIII. Kelemen, aki már hallott Ferencről a Medici pápai legátustól, három teológus jelenlétében tüzetes vizsgálat alá vetette. Ferenc ragyogóan megfelelt a vizsgán, s a pápa Genf segédpüspökévé nevezte ki. Hazatérése után közel két esztendeig a püspökség újjászervezésén dolgozott. Azon munkálkodott, hogy betelepítse a jezsuitákat, és a Néri Szent Fülöp által alapított Oratórium kongregációját, amelyet Rómában ismert meg. Művelődési központot is alapított Alberge néven, ahol művészek és tudósok tanítottak. IV. Henrik francia király 1600-ban Annecybe látogatott, és támogatásáról biztosította őt. 1602-ben a püspök elküldte Henrik királyhoz Párizsba azzal a kéréssel, hogy segítse visszaszerezni a savoyai háború alatt elkobzott egyházi javakat. A királyi udvarban is prédikált, és hírneve egyre nőtt. A király arra kérte, hogy legyen Párizs püspöke, de Ferenc nem vállalta el. Ottani tartózkodása alatt találkozott Acarie asszonnyal (a későbbi Megtestesülésről nevezett Boldog Mária karmelita nővérrel), akinek segített a Sarutlan Kármelita Rend francia földre történő betelepítésében. Azután visszatért Savoyába, ahol az a hír várta, hogy a püspök meghalt. Ferencet 1602. december 8-án szentelték fel Genf püspökévé.
A katekizmusra támaszkodva fáradhatatlanul azon munkálkodott, hogy a hívők megismerjék, és meg is értsék a katolikus hit lényegét. 1604 márciusában, nagyböjt idején Dijonban tartott prédikációkat. Itt találkozott többek között Chantal Johanna Franciskával, aki már megjelent neki egy látomásban. Két évig tartó levelezésbe kezdett unokahúgával, Charmoisy asszonnyal. Leveleiben imára és keresztényi szeretetre buzdította. A nő felolvasta leveleit ismerőseinek, és egy jezsuita szerzetes azt ajánlotta, hogy jelentessék meg nyomtatásban is. Ferenc beleegyezett. 1608–ban kisebb javításokat végzett a szövegeken, és Bevezetés a lelki életbe vagy Filótea címmel jelent meg. Óriási sikere lett, Ferenc életében negyvenszer adták ki. Henrik is olvasta, akinek felesége gyémántokkal díszített kötésű példányt ajándékozott az angol királynak. Ferenc már 1608-ban foglalkozott a vizitációs nővérek rendjének megalapításával. Ezt a nevet azért választotta, mert a szegényeket látogató nővérek Máriát utánozzák, aki látogatást tett Erzsébetnél. A nővérek feladata a szemlélődés, a szegények segítése és a háztartási munkákban való részvétel. Ferenc gyakran mondta: „Égre szegezett tekintettel kell végezni a földi dolgokat. Amit szeretettel csinálunk, az maga is szeretet…” 1615-ben született az Értekezés az istenszeretetről vagy Temotius című írása, amelynek egy része a vizitációs nővéreknek szólt. Korának olyan nagy személyiségei tisztelték őt, mint IV. Henrik, XIII. Lajos, VIII. Kelemen pápa, Richelieu bíboros.
Sírja Annecyben van, a Basilique de la Visitationban.

## Emlékezete
Bosco Szent János az ő emlékére alapította a Szalézi rendet, 1859-ben.

## Írásai
- Bevezetés a lelkiéletbe vagy Filótea
- Értekezés az istenszeretetről vagy Temotius
- Lettre Ouverte aux Protestants (Kontroverziák)
- Les Entretiens
- Avis spirituels – 1
- Avis spirituels – 2
- Petit Traité sur la Communion
- Bien faire sa confession
- L'amour du prochain 1
- L'amour du prochain 2
- Méditations des Mystères Joyeux
- Méditations des Mystères Douloureux
- Traité de la Prédication
- Conseils aux supérieurs
- Sermon sur le Notre Père
- Sermon sur la paille et la poutre
- Sermon sur la Transfiguration
- Lettre à Sainte Jeanne de Chantal
- Méditation sur la passion
- Sermon pour la Saint Blaise
- Sermon pour Noël
- Sermon pour la Sexagésime 13 février 1594
- Sermon commentaire de Jean XX, 11-18 en date du 26 juillet 1618
- Sermon pour le Vendredi Saint 17 avril 1620
- Sermon pour l'Annonciation 25 mars 1621
- Sermon 2 juillet 1621
- Sermon 1. novembre 1621
- Sermon de saint François de Sales pour le mercredi des cendres 9 février 1622
- Sermon pour le premier Dimanche de Carême 13 février 1622
- Sermon 20 février 1622

### Magyarul
- Szalei Szent Ferentz: Philothea, az-az ájtatos életre vezérlő út; ford. Kollárics Joakim; Jesus Társasága Akademiai Collegiuma, Nagyszombat, 1764
- Filotea, vagy-is Az Istent szerető léleknek az ájtatos életre való bévezetése; ford. Jakabfalvy Romanus; Püspöki Oskola Ny., Eger, 1771
- Szalézi Szent Ferencz Philotheája, vagy is Polgári istenes életre vezető kalauz; ford. Pongrácz József; Ramasetter, Veszprém, 1850
- Philothea, vagy Útmutatás az istenes életre; Szenczi Imre ford. átdolg. Haugg Leó; Lövy, Szatmár, 1879
- A keresztyén ifjú kalauza. Gondolatok és tanácsok, kiszemelve Sal. Sz. Ferencz műveiből és életének történetéből; ford. Nagy Alajos; Hunyadi Mátyás Ny., Budapest, 1885
- Filótea, vagyis A jámborság útja; ford. Platz Bonifác; Szt. István Társulat, Bp., 1912
- Szalézi Szent Ferenc válogatott levelei; a szentek életrajzával és XI. Pius körlevelével összeáll. Leopold Antal; Szt. István Társulat, Bp., 1924 (Szent István könyvek)
- Hibáink jórafordításának művészete; Szalézi Szent Ferenc nyomán szöveg Tissot József, ford. Uhl Antal; Korda, Bp., 1931
- A boldog esztendő. Gondolatok Szalézi Szent Ferenc műveiből, 1-2.; Szalézi Művek, Rákospalota 1937 (Lelkiélet kis könyvei)
  - 1. Adventtól pünkösdvasárnapig
  - 2. Pünkösdvasárnaptól adventig
- Mária Látogatásáról nevezett szerzetesnők belső szelleme. Alapítójuk Salesi Szent Ferenc által magyarázva; s. n., Bp., 1938
- Szalézi Szent Ferenc–Szent Gertrud: Napi imák; Szalézi Művek, Rákospalota, 1938
- Teotimus. Az isteni szeretet könyve, 1-2.; ford. a pécsi papnövendékek Szent Pál Társulata; Szent István Társulat, Bp., 1946
- Kempis Tamás: Krisztus követése; ford. Jelenits István / Szalézi Szent Ferenc: Filótea, vagyis A jámborság útja; ford. Platz Bonifác; Ecclesia, Bp., 1978
- Filótea, vagyis A jámborság útja; ford. Platz Bonifác, átdolg. Magyar István; Szt. István Társulat, Bp., 2004 (A lelki élet mesterei)
- Segítség a szeretethez. Gondolatok minden napra Marianne Ligendza válogatásában; ford. T. Bori Zsuzsa; Kairosz, Bp., 2008
- Teotimus, vagyis Értekezés a szent szeretetről; Ferenc pápa apostoli levelével; Szt. István Társulat, Bp., 2023 (A lelki élet mesterei)